# Alessandro Caravia
Alessandro Caravia (Venezia, 1503 – Venezia, 1568) è stato un poeta italiano.

## Biografia
Di professione era gioielliere. Personaggio austero sia nella vita materiale sia nella pratica spirituale.
Si avvicinò profondamente alle dottrine della Riforma che ebbero al suo tempo varie ripercussioni negli ambiti veneziani. Conservò un buon rapporto di amicizia con il patriarca di Aquileia Giovanni Grimani, sospettato di eresia.
In uno dei suoi primi poemetti, Il sogno del Caravia del 1541, evidenziò tutta la sua passione religiosa, le sue convinzioni audaci, e le critiche agli usi e costumi contemporanei. Le stesse tematiche furono al centro del suo secondo poemetto, intitolato Verra.
I suoi scritti non sfuggirono al controllo del Santo Uffizio, che lo sottopose ad un lungo processo, durante il quale il poeta si mostrò pentito e pronto a redimersi.
Ma nonostante questo, il suo testamento, scritto nel 1556, conservò una lieve coerenza con il suo credo contestato dalla Chiesa cattolica.
Tra le sue peculiarità letterarie e linguistiche si annoverò una poesia dialettale veneta, composta da un linguaggio bravesco, parlato da bulli e malviventi, ma anche da ceti plebei onesti quali i barcaiuoli e gli artigiani, denominato "da sbisào".
L'opera nella quale espresse al meglio il suo talento letterario fu La verra antìga de castellani, canaruoli, e gnatti, con la morte di Giurco e Gnani del 1550, ovverosia un poemetto eroicomico e tragico, incentrato sulle schermaglie di gruppi di popolani provenienti da alcuni quartieri veneziani, che si sfidavano sul cosiddetto "Ponte dei Pugni". È presente anche una velata critica a quella classe dirigente che incitava quelle manifestazioni violente. Inoltre Caravia descrisse la morte di due eroi come una rappresentazione emblematica della fede cattolica, l'una, oppure di quella protestante, l'altra.
Il protagonista del Naspo bizaro (1565) è un bravo impegnato con le serenate dedicate alla sua morosa, così come anche il personaggio principale della Caravana, raccolta di rime del 1573, mentre postumo è il poema La guerra dei Nicolotti e Castellani dell'anno 1521, uscito nel 1603.
Tutte le sue opere si caratterizzarono per una grande fantasia unita ad elementi realistici.